# هايلاند فالس (نيويورك)
هايلاند فالس (بالإنجليزية: Highland Falls, New York)‏ هي بلدة تقع في الولايات المتحدة في مقاطعة أورانج، نيويورك. يقدر عدد سكانها بـ 3,900 نسمة ومساحتها 2.9 كم2 وترتفع عن سطح البحر 44 متر.

## أعلام
- سوزان وارنر
- تشارلز دورنينج
- نيل بانكروفت
- ديك سكوت
- إدغار الكسندر ميرنز